# Maraton Toruński
| Maraton Toruński |                                                                               |
| Termin           | Jesień                                                                        |
| Miejsce          | Toruń (wcześniej także Chełmno, Łubianka, Bydgoszcz)                          |
| Dystans          | Maraton                                                                       |
| Rozgrywane od    | 1983                                                                          |
| Rekordy          | Mężczyźni: 2:13:55 (1994) Janusz Wójcik Kobiety: 2:37:07 (1994) Aniela Nikiel |
| Strona www       | www.torunmarathon.pl                                                          |

Maraton Toruński – coroczny uliczny bieg maratoński, rozgrywany od 1983 roku. W latach 2007–2010 organizowany jako Maraton Metropolii razem z miastem Bydgoszcz.

## Historia
Według kronik historycznych miasta pierwszy maraton w Toruniu został zorganizowany przez Towarzystwo Gimnastyczne Sokół 15 czerwca 1924 roku. Trasę wytyczono z miejscowości Plutowo niedaleko Chełmna, przez Unisław, Wybcz i Różankowo z metą urządzoną na Placu Teatralnym w Toruniu. Wystartowało 10 zawodników, ale do mety dobiegło tylko 8. Zwycięzcą tej imprezy biegowej był chorąży Edward Kwitowski z 4 Pułku Artylerii Przeciwlotniczej z Inowrocławia z czasem 2:45.20. Drugi był kapral Józef Billz tej samej jednostki z czasem 2:48.50, a trzecie Stefan Szatkowski z Sokoła w Podgórzu, dzisiejszej dzielnicy Torunia, z czasem 2:49.20. Dalsze miejsca zajęli kolejno Stefan Pawłowski z 4 Pułku Artylerii Przeciwlotniczej z Inowrocławia (czas 2:58.29), Bronisław Waruszewski z Sokoła (czas 3:09.05), Roman Księżniakiewicz niestowarzyszony biegacz z Poznania (czas 3:15.54), kapral Józef Celmer z 63 Pułku Piechoty w Toruniu (czas 3:21.42) i Edward Konieczka z toruńskiego Sokoła (czas 3:27.05). Biegu nie ukończyli Feliks Księżniakiewicz (młodszy brat Romana) z Poznania (zszedł z trasy na 14 km) oraz Bernard Lipertowicz (zszedł z trasy na 30 km). Są jednak zastrzeżenia czy zawody te można uznać za maraton. Odbyły się one na dystansie 37,5 km, natomiast długość trasy 42 km i 195 m uznawana jest oficjalnie przez IAAF za dystans maratoński od 1921 roku. Jednak na igrzyskach olimpijskich dopiero od lipca 1924 roku maraton rozgrywany jest na aktualnym dystansie, a więc już po biegu toruńskim (wyjątkiem był maraton londyński w 1908 roku kiedy to po raz pierwszy przebiegnięto trasę 42 km 195 m).
W 1983 roku, z inicjatywy Towarzystwa Kultury Fizycznej, odbył się w Toruniu pierwszy Maraton Toruński liczony we współczesnej klasyfikacji numerycznej. Wydarzenie to, a także kilka kolejnych jego edycji, odbywało się początkowo na trasie Toruń-Chełmno. Od 25-tej edycji maratonu, czyli od 2007 roku, organizatorem Maratonu Toruńskiego jest Stowarzyszenie Kultury Fizycznej „Maraton Toruński”. Również podczas tej samej edycji po raz pierwszy bieg odbywał się na trasie Toruń-Łubianka-Toruń.
W latach 2009–2011 Maraton Toruński zmienił swoją nazwę na Maraton Metropolii i odbywał się on na trasie Toruń-Bydgoszcz, Bydgoszcz-Toruń (zamiennie). Terminy tych maratonów pokrywały się z obchodami Święta Województwa Kujawsko-Pomorskiego. Po trzech latach powrócił do pierwotnej nazwy i formuły.
W 2013 roku termin biegu zmieniony został na późną jesień. Do tej pory wszystkie edycje miały charakter wiosenno-letni.
W 2015 roku, podczas 33 edycji maratonu, zmianie ulegał nazwa wydarzenia na Toruń Marathon.
W 2016 roku trasa maratonu po raz pierwszy w swojej historii przebiegała w całości w granicach miasta Torunia. Ta edycja toruńskiego biegu przyciągnęła także największą w historii liczbę uczestników. Zawody ukończyło 749 osób.

## Zwycięzcy
|     | Data                      | Mężczyźni                        | Czas    | Kobiety                          | Czas    |
| --- | ------------------------- | -------------------------------- | ------- | -------------------------------- | ------- |
| 39. | 23 października 2022      | Grzegorz Kujawski ( Polska)      | 2:25:17 | Lidia Czarnecka ( Polska)        | 2:53:04 |
| 38. | 24 października 2021      | Andrzej Rogiewicz ( Polska)      | 2:24:47 | Monika Brzozowska ( Polska)      | 2:49:26 |
| 37. | 27 października 2019      | Łukasz Oskierko ( Polska)        | 2:25:40 | Iryna Masnyk ( Ukraina)          | 3:03:06 |
| 36. | 28 października 2018      | Hienadzij Żauronak ( Białoruś)   | 2:34:04 | Loreta Petkevičienė ( Litwa)     | 2:52:04 |
| 35. | 29 października 2017      | Paweł Kosek ( Polska)            | 2:34:37 | Wioletta Paduszyńska ( Polska)   | 2:52:04 |
| 34. | 23 października 2016      | Tomasz Walerowicz ( Polska)      | 2:25:48 | Wioletta Paduszyńska ( Polska)   | 2:51:37 |
| 33. | 25 października 2015      | Tomasz Walerowicz ( Polska)      | 2:26:24 | Patrycja Włodarczyk ( Polska)    | 2:58:31 |
| 32. | 26 października 2014      | Marcin Błaziński ( Polska)       | 2:20:12 | Agnieszka Kuzyk ( Polska)        | 2:54:47 |
| 31. | 27 października 2013(dts) | Kamil Sieracki ( Polska)         | 2:27:08 | Alena Szumik ( Białoruś)         | 2:58:31 |
| 30. | 20 maja 2012(dts)         | Mikałaj Anoszka ( Białoruś)      | 2:37:43 | Jauhienija Oriszczuk ( Białoruś) | 2:55:08 |
| 29. | 15 maja 2011(dts)         | Joel Kosgei Komen ( Kenia)       | 2:21:47 | Renata Kalińska ( Polska)        | 2:52:48 |
| 28. | 6 czerwca 2010(dts)       | Joel Kosgei Komen ( Kenia)       | 2:19:42 | Natalija Lechońkowa ( Ukraina)   | 2:50:29 |
| 27. | 7 czerwca 2009(dts)       | Andrej Hardziejeu ( Białoruś)    | 2:17:31 | Arleta Meloch ( Polska)          | 2:37:34 |
| 26. | 27 kwietnia 2008(dts)     | Adam Dobrzyński ( Polska)        | 2:23:19 | Switłana Stanko ( Ukraina)       | 2:43:52 |
| 25. | 20 maja 2007(dts)         | Marek Jaroszewski ( Polska)      | 2:24:33 | Renata Antropik ( Polska)        | 2:58:49 |
| 24. | 21 maja 2006(dts)         | Artur Pelo ( Polska)             | 2:26:45 | Kamila Pierzyńska ( Polska)      | 3:13:01 |
| 23. | 29 maja 2005(dts)         | Sławomir Kąpiński ( Polska)      | 2:29:44 | Alena Cuchło ( Białoruś)         | 3:20:44 |
| 22. | 29 maja 2004(dts)         | Artur Pelo ( Polska)             | 2:22:46 | Alena Cuchło ( Białoruś)         | 3:03:21 |
| 21. | 31 maja 2003(dts)         | Piotr Sękowski ( Polska)         | 2:29:55 | Alena Cuchło ( Białoruś)         | 2:58:37 |
| 20. | 25 maja 2002(dts)         | Jarosław Janicki ( Polska)       | 2:26:07 | Tacciana Zaujaława ( Białoruś)   | 2:52:43 |
| 19. | 26 maja 2001(dts)         | Jarosław Janicki ( Polska)       | 2:27:52 | Alena Cuchło ( Białoruś)         | 2:57:27 |
| 18. | 22 maja 2000(dts)         | Piotr Sękowski ( Polska)         | 2:36:12 | Alena Cuchło ( Białoruś)         | 3:06:00 |
| 17. | 22 maja 1999(dts)         | Piotr Sękowski ( Polska)         | 2:30:23 | Irina Reutowicz ( Rosja)         | 3:09:30 |
| 16. | 30 maja 1998(dts)         | Jarosław Lewandowski ( Polska)   | 2:26:35 | Alena Cuchło ( Białoruś)         | 3:02:04 |
| 15. | 31 maja 1997(dts)         | Piotr Śliwak ( Polska)           | 2:21:35 | Anna Balošáková ( Słowacja)      | 2:51:51 |
| 14. | 25 maja 1996(dts)         | Kazimierz Stanisławski ( Polska) | 2:22:11 | Mirela Zięcina ( Polska)         | 2:57:15 |
| 13. | 28 maja 1995(dts)         | Józef Kazanecki ( Polska)        | 2:24:14 | Karina Szymańska ( Polska)       | 2:48:59 |
| 12. | 1 maja 1994(dts)          | Janusz Wójcik ( Polska)          | 2:13:55 | Aniela Nikiel ( Polska)          | 2:37:07 |
| 11. | 25 lipca 1993(dts)        | Marek Adamski ( Polska)          | 2:22:30 | Wolha Judzenkowa ( Białoruś)     | 2:51:14 |
| 10. | 26 lipca 1992(dts)        | Krzysztof Niedziółka ( Polska)   | 2:17:28 | Katarzyna Pliszka ( Polska)      | 2:48:31 |
| 9.  | 28 lipca 1991(dts)        | Krzysztof Niedziółka ( Polska)   | 2:22:17 | Mirela Zięcina ( Polska)         | 3:17:16 |
| 8.  | 29 lipca 1990(dts)        | Jarosław Lewandowski ( Polska)   | 2:31:20 | Małgorzata Bukowska ( Polska)    | 3:29:44 |
| 7.  | 30 lipca 1989(dts)        | Piotr Janowski ( Polska)         | 2:29:05 | Walentina Istinowa ( Rosja)      | 2:59:46 |
| 6.  | 31 lipca 1988(dts)        | Stanisław Brylowski ( Polska)    | 2:33:46 | Małgorzata Bukowska ( Polska)    | 3:37:56 |
| 5.  | 19 lipca 1987(dts)        | Jerzy Siemaszko ( Polska)        | 2:27:08 | Jadwiga Wichrowska ( Polska)     | 3:45:27 |
| 4.  | 20 lipca 1986(dts)        | Zbigniew Siemaszko ( Polska)     | 2:26:19 | Maria Kawiorska ( Polska)        | 2:52:15 |
| 3.  | 21 lipca 1985(dts)        | Ryszard Marczak ( Polska)        | 2:23:27 | Hanna Wiśniewska ( Polska)       | 3:10:32 |
| 2.  | 10 czerwca 1984(dts)      | Zdzisław Udowieni ( Polska)      | 2:28:17 | Hanna Wiśniewska ( Polska)       | 3:44:42 |
| 1.  | 12 czerwca 1983(dts)      | Ryszard Dryps ( Polska)          | 2:36:49 | Wacława Tyburska ( Polska)       | 3:37:14 |